# Mikko Sumusalo
Mikko Sumusalo (Porvoo, 12 marzo 1990) è un calciatore finlandese, difensore del KTP.

## Palmarès

### Club
- Campionato finlandese: 6

HJK: 2009, 2010, 2011, 2012, 2013, 2018
- Coppa di Finlandia: 1

HJK: 2011